# Seznam uměleckých realizací ve veřejném prostoru v Čimicích
Seznam uměleckých realizací v Čimicích v Praze 8 obsahuje tvorbu výtvarných umělců umístěnou ve veřejném prostoru v katastrálním území Čimice. Seznam je řazen podle ulic a nemusí být úplný.

## Seznam uměleckých realizací
| Název                                            | Fotografie                                                                 | Lokace                                               | Autor    | Rok  | Popis                       | Poznámka         |
| ------------------------------------------------ | -------------------------------------------------------------------------- | ---------------------------------------------------- | -------- | ---- | --------------------------- | ---------------- |
| Keramická dekorativní stěna pro obchodní centrum | Kategorie „Keramická dekorativní stěna pro OC Draháň“ na Wikimedia Commons | Čimická 780/61 50°8′27,18″ s. š., 14°25′39,34″ v. d. | neuveden | 1985 | dekorativní stěna, keramika | obchodní centrum |
| Sousoší dvou dívek pro obchodní centrum          | Kategorie „Ženy s jablky a banány (Čimice)“ na Wikimedia Commons           | Čimická 50°8′26,82″ s. š., 14°25′48,92″ v. d.        | neuveden | 1985 | sousoší, pískovec           | obchodní centrum |